# II Giochi dei piccoli stati d'Europa
I II Giochi dei piccoli stati d'Europa si svolsero nel Principato di Monaco dal 14 al 17 maggio 1987.
Ancora una volta, l'Islanda dominò la manifestazione, mentre i rivali di Cipro arrivarono terzi, peggior piazzamento nella storia dei Giochi. Liechtenstein, Malta e Principato di Monaco ottennero le loro prime medaglie d'oro.

## Paesi partecipanti
- Andorra
- Cipro
- Islanda
- Liechtenstein
- Lussemburgo
- Malta
- Monaco
- San Marino